# Vivo Energy
 (mars 2016).
Si vous disposez d'ouvrages ou d'articles de référence ou si vous connaissez des sites web de qualité traitant du thème abordé ici, merci de compléter l'article en donnant les références utiles à sa vérifiabilité et en les liant à la section « Notes et références ».
Vivo Energy (nom complet : Vivo Energy Investments BV) est une société néerlandaise de production, distribution et commercialisation de produits pétroliers. 
Elle est titulaire exclusive de la licence pour la production, la commercialisation des produits Shell en Afrique. Elle opère en 2016 dans seize pays africains : Botswana, Burkina Faso, Cap-Vert, Côte d’Ivoire, Ghana, Guinée, Île Maurice, Kenya, Madagascar, Mali, Maroc, Namibie, Ouganda, Sénégal et Tunisie.
Selon le classement établi en 2017 par le magazine français Jeune Afrique :
- Vivo Energy Maroc est classée 94e au niveau africain et 28e au niveau nord-africain
- Vivo Energy Côte d'Ivoire est classée 269e au niveau africain et 40e au niveau de l'Afrique de l'Ouest
- Vivo Energy Mauritius est classée 350 au niveau africain
- Vivo Energy Sénégal est classée 304e au niveau africain et 53e au niveau de l'Afrique de l'Ouest.
- Vivo Energy Burkina est classée 477e au niveau africain et 89e au niveau de l'Afrique de l'Ouest.

## Histoire
Vivo Energy a été créé en 2011, en tant que partenariat entre Vitol Group, une société multinationale néerlandaise de négoce d'énergie et de matières premières basée en Suisse, et Helios Investment Partners, une société de capital-investissement basée au Royaume-Uni, dans le but d'acquérir des actions majoritaires dans l'activité carburants en aval de Shell en Afrique pour environ 1 milliard de dollars.[3]
Le Cap-Vert, le Sénégal, Madagascar, le Mali, Maurice, le Maroc, la Tunisie ont rejoint Vivo Energy en décembre 2011. Ils ont été suivis par le Burkina Faso, la Côte d'Ivoire, la Guinée en février 2012 ;[4] le Botswana et la Namibie en octobre 2012 ;[5 ] Kenya en novembre 2012 ;[6] Ouganda en février 2013,[7] Ghana en août 2013[8] et Mozambique en août 2013.[9]
Vivo Energy a fait son offre publique initiale en mai 2018[10] qui a vu ses actions cotées à la Bourse de Londres avec une cotation secondaire à la Bourse de Johannesburg.[11] Cette introduction en bourse était la plus importante du LSE en 2018 et a vu les actionnaires fondateurs, Vitol et Helios, lever 548 millions de livres sterling.[12]
Jusqu'au printemps 2019, Vivo Energy était un licencié Shell opérant sur 16 marchés africains : Botswana, Burkina Faso, Cap-Vert, Ghana, Guinée, Côte d'Ivoire, Kenya, Madagascar, Mali, Maurice, Maroc, Mozambique, Namibie, Sénégal, Tunisie et Ouganda. [13] Cependant, en mars 2019, Vivo Energy a conclu une transaction avec Engen Petroleum, ajoutant huit nouveaux pays et 230 stations-service de marque Engen à son réseau. Les nouveaux marchés pour Vivo Energy étaient le Gabon, le Malawi, le Mozambique, la Réunion, le Rwanda, la Tanzanie, la Zambie et le Zimbabwe ; en conséquence, Vivo opère dans 23 pays.[14]
En juillet 2022, Vitol Group a obtenu l'approbation des organismes de réglementation et antitrust compétents pour acquérir la société.[15]